# Wojciech Słomczyński
Wojciech Słomczyński (ur. 27 maja 1962 w Krakowie) – polski matematyk. Specjalizuje się w układach dynamicznych (w szczególności: chaos, entropia i fraktale) i zastosowaniach matematyki (m.in. w fizyce kwantowej oraz teorii wyboru społecznego).

## Życiorys
Matematykę ukończył na Uniwersytecie Jagiellońskim w 1984. Stopień doktorski uzyskał w 1990, broniąc pracy The Lyapunov Characteristic Exponents and Topological Versions of the Subadditive Ergodic Theorem (promotor: Bolesław Szafirski, promotor pomocniczy: Marek Capiński). Habilitował się w 2004 na podstawie rozprawy Dynamical Entropy, Markov Operators, and Iterated Function Systems, a w 2023 otrzymał tytuł profesora nauk matematycznych. Jest kierownikiem Katedry Matematyki Stosowanej Instytutu Matematyki Wydziału Matematyki i Informatyki UJ oraz przewodniczącym Rady Naukowej Centrum Badań Ilościowych nad Polityką UJ. Członek Polskiego Towarzystwa Matematycznego.
Jeden ze współautorów Kompromisu Jagiellońskiego. W roku 2014 wraz z Kazimierzem Rzążewskim i Karolem Życzkowskim opublikował książkę Każdy głos się liczy. Wędrówka przez krainę wyborów. Swoje prace zamieszczał w takich czasopismach jak m.in. „Annals of Probability", „Chaos", „IEEE Transactions on Information Theory", „Journal of Physics A", „Physical Review Letters", „Physical Review A", „Physical Review E", "Public Choice", "Quantum", „Quantum Information Processing” oraz „Mathematical Social Sciences". W 2021 otrzymał (wraz z Jarosławem Flisem i Dariuszem Stolickim) nagrodę Duncan Black Prize przyznawaną przez amerykańskie towarzystwo ekonomiczno-politologiczne Public Choice Society za najlepszy artykuł opublikowany w czasopiśmie "Public Choice" w 2020 r.
Jego ojcem był Maciej Słomczyński, syn Meriana C. Coopera, amerykańskiego lotnika, reżysera i producenta filmowego, i Marjorie Crosby, pracownicy poselstwa brytyjskiego w Warszawie, a matką Teresa z Grzybowskich, córka Konstantego, prawnika i historyka, i pisarki Krystyny z Estreicherów. Jest ojcem Szymona Słomczyńskiego, poety i pisarza.
Publikacje
- Dynamical Entropy, Markov Operators, and Iterated Function Systems (Wydawnictwo UJ, Kraków 2004)
- Każdy głos się liczy. Wędrówka przez krainę wyborów (Wydawnictwo Sejmowe, Warszawa 2014, wyd. II., 2025)